# Sant Julià i Santa Basilissa de Vilanova de Raò

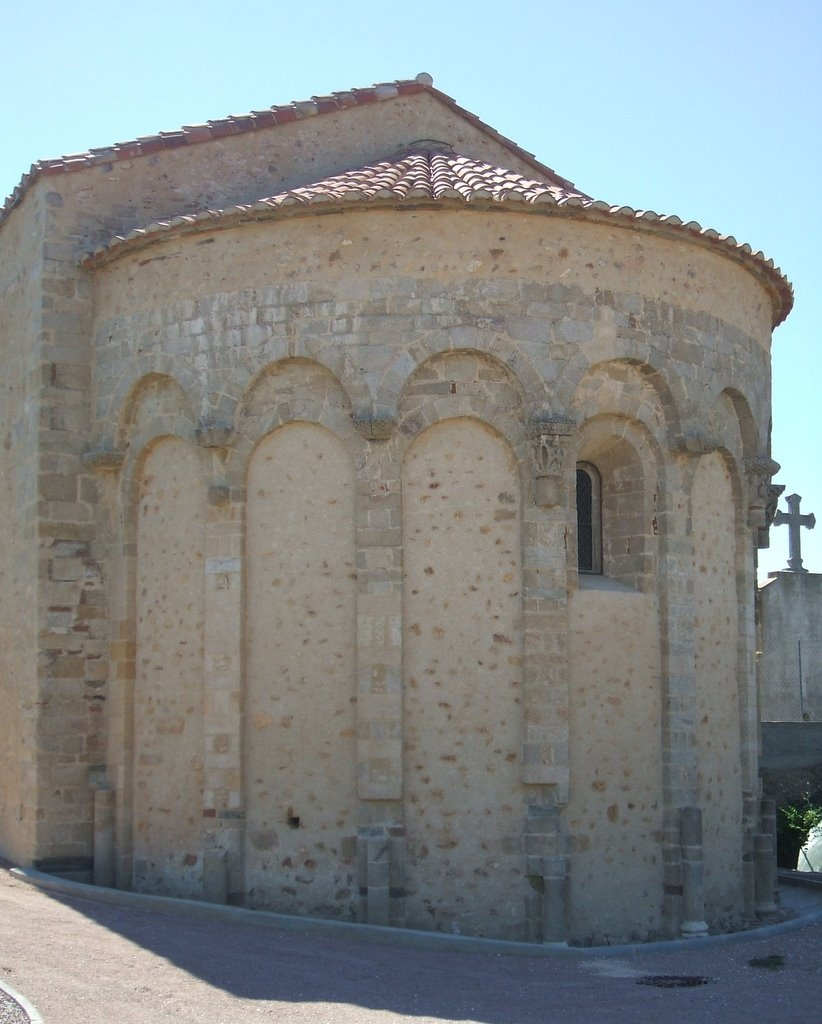
L'absis de l'església

Sant Julià i Santa Basilissa de Vilanova de Raò és una església romànica desafectada, antiga seu de la parròquia del mateix nom, al municipi rossellonès de Vilanova de Raò.
És al sud-est del nucli de població, al costat del cementiri.

## Història
Esmentada per primer cop el 996, l'església és un edifici romànic del segle xii. Amb posterioritat, el 1312, Sant Julià passà a ser possessió de l'abadia de Fontfreda. Va ser l'església parroquial fins que hom bastí una nova església dalt del turó on hi ha el poble (el 1428 encara ho era), i el 1471 es registra que l'església depèn de l'abadia de la Grassa. Amb la Revolució francesa, l'església és desafectada el 1793 i venuda com a granja. A començament del segle xx, el 2 de maig del 1912, és classificada com a monument nacional en tant que exponent de l'art romànic. La seva rehabilitació s'inicia definitivament quan el 1979 es constituí l'Associació d'Amics de la Capella de Sant Julià; el 1998, el municipi comprà el temple per un franc simbòlic i la restauració comença.

## Descripció
Per les restes que queden de la decoració de l'edifici, es tracta d'un edifici ben representatiu de l'arquitectura romànica rossellonesa. Exteriorment, destaca per la unió «telescòpica» (en diferents plans) del cor, de dimensions modestes, amb la nau única i l'absis semi-circular. A l'interior, el cor està emmarcat per dos arcs dobles sustentats en columnes unides pel capitell. La capçalera, encara que modificada extensament, presenta una doble sèrie d'arcades cegues superposades; la sèrie inferior reposa sobre pilastres, mentre que la superior recolza damunt columnetes acabades en capitells esculpits. Encara en romanen quatre, d'aquests capitells, molt desgastats per l'efecte dels elements. De la porta monumental que s'obria al migdia no en queden sinó algunes restes.

## Fotografies

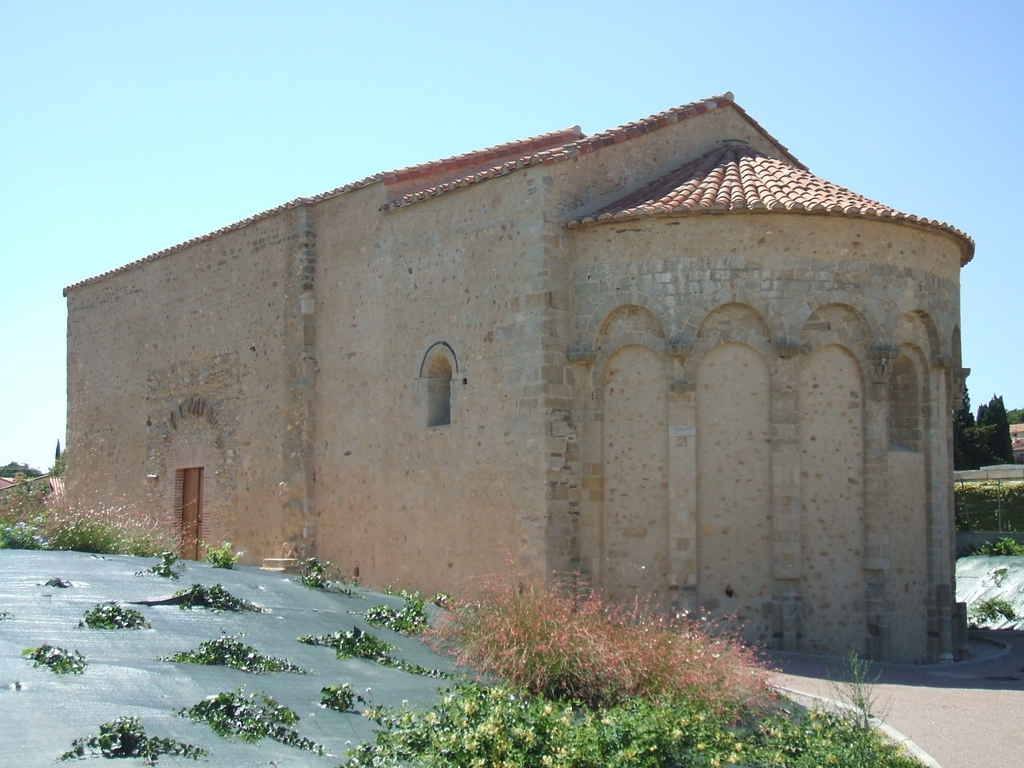
Absis
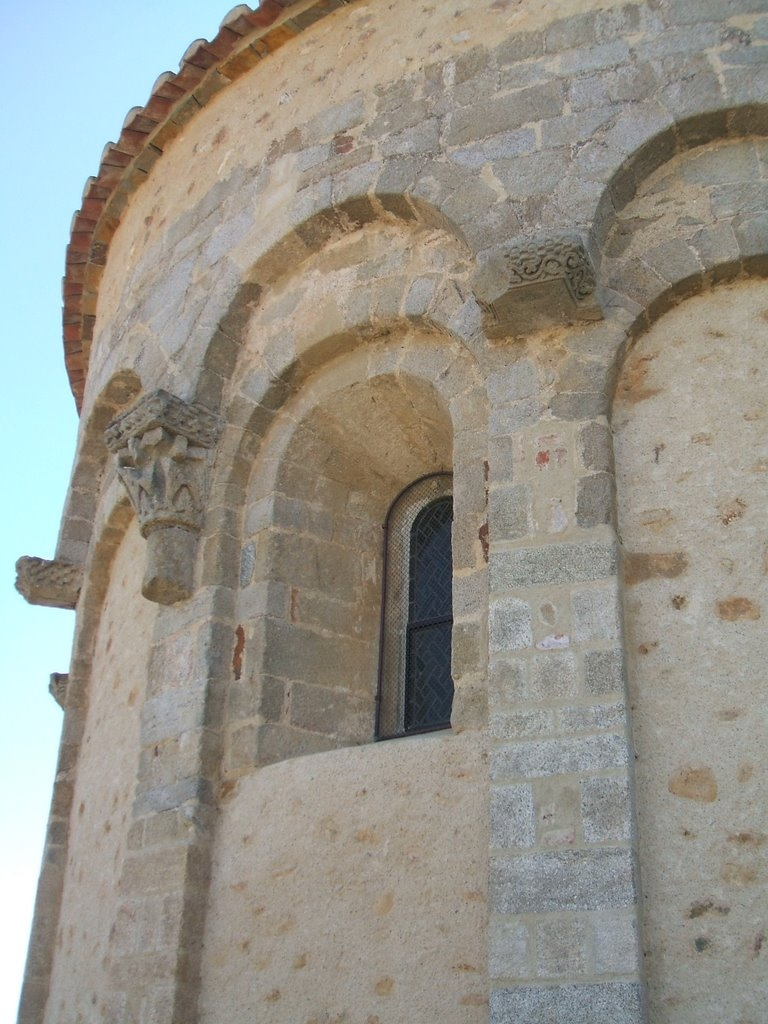
Finestra de l'absis
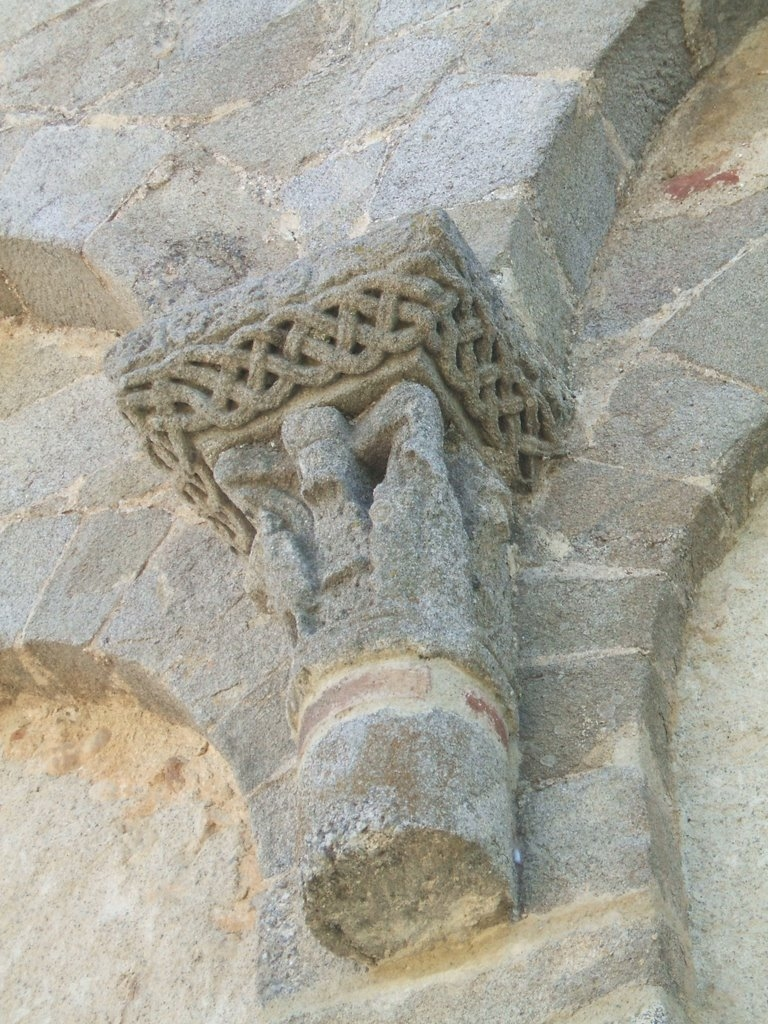
Capitell a l'absis